# Diamond Dogs (песня)
«Diamond Dogs» — сингл британского рок-музыканта Дэвида Боуи, заглавный трек в одноимённом альбоме.
В тексте поётся об очередном альтер эго Боуи и окружающей его обстановке; Хэллоуин Джек (персонаж придуманный Боуи для альбома и впоследствии используемый им в одноимённом турне) живёт на вершине заброшенного небоскреба («Манхэттен Чейз», также известного как One Chase Manhattan Plaza) в постапокалиптическом Манхэттене. Звучание гитары в этой песне было вдохновлено творчеством The Rolling Stones, ознаменовав постепенный переход музыканта от глэм-рока к прото-панку группы The Stooges, где пел его друг Игги Поп.
Ряд музыкальных экспертов сочли «Diamond Dogs» нетипичным синглом, в подтверждение чего он достиг лишь 21-го места в национальном чарте Соединённого Королевства. По словам критиков журнала NME Роя Карра и Чарльза Шаара Мюррея: «Как потенциальный хит, заглавный трек из „Diamond Dogs“ был событием сомнительной важности. Слишком длинный, слишком мрачный по содержанию, слишком сложный, чтобы под него танцевать … ты же знаешь как всё это работает».
Хотя песня не выпускалась в США в качестве сингла (несмотря на то, что копии печатались в США для отправки в Великобританию и обычно ввозились в американские магазины, торгующих импортными товарами), песня стала центральной частью концертной программы североамериканских гастролей музыканта 1974 года.
Вторая сторона сингла включала новую версию песни «Holy Holy» (1971), перезаписанную Боуи во время студийных сессий альбома Ziggy Stardust, проходивших в том же году.

## Список композиций
Все песни написаны Дэвидом Боуи.
1. «Diamond Dogs» — 5:56
2. «Holy Holy» — 2:20

В австралийском издании сингла использовалась отредактированная версия песни «Diamond Dogs», хронометражем 2:58 минуты (RCA 102462), вместо полноформатной альбомной версии.

## Участники записи
Данные взяты из книги Криса О’Лири:
- Дэвид Боуи — вокал, соло- и ритм-гитара, теноровый- и баритоновый саксофоны, продюсер
- Херби Флауэрс — бас
- Майк Гарсон — фортепиано
- Эйнсли Данбар — ударные

## Концертные версии
- Концертная версия песни записанная во время первого этапа турне Diamonds Dog Tour была выпущена в альбоме David Live (1976), а также голландском сборнике Rock Concert. Вторая концертная версия композиции, записанная во время второго этапа турне и ранее фигурировавшая в бутлеге A Portrait in Flesh, была выпущена в альбоме Cracked Actor (Live Los Angeles ’74) в 2017 году. Концертная версия третьего этапа гастролей, включающая припев из песни The Rolling Stones It’s Only Rock ’n Roll (But I Like It), была выпущена в 2020 году на концертной пластинке I’m Only Dancing (The Soul Tour 74).
- Ещё одна концертная версия песни, записанная 23 марта 1976 года, была включена в альбом Live Nassau Coliseum ’76, который был выпущен как часть переиздания пластинки Station to Station 2010 года, а также фигурировал на сборнике Who Can I Be Now? (1974–1976) 2016 года и издавался в виде отдельного релиза — в 2017 году.

## Другие релизы
Песня выходила на следующих сборниках:
- ChangesOneBowie (1976)
- The Best of Bowie (1980) [примечание: отредактированная версия длиной 4:37 минуты]
- Chameleon (Australia/New Zealand 1979)
- Changesbowie (1990)
- The Singles Collection (1993)
- The Best of David Bowie 1969/1974 (1997)
- Best of Bowie (2002)
- The Platinum Collection (2005/2006)
- Nothing Has Changed (2014)
- Песня выпускалась в виде иллюстрированного сингла в компиляции лейбла RCA Records Life Time.
- Отредактированная версия песни 4:37, выпущенная на сборнике Best of Bowie 1980 года, была переиздана на CD в 2004 году в качестве бонус-трека к юбилейному изданию Diamond Dogs (хотя эксперты высказывали различия в версиях[5]).
- Австралийская версия сингла была включена в сборник Re: Call 2, являющийся часть компиляции Who Can I Be Now? (1974–1976) (2016)[5].

## Кавер-версии
- Бек Хэнсен записал кавер-версию «Diamond Dogs», спродюсированную Timbaland, для фильма «Мулен Руж!». Помимо этого, труппа танцоров в фильме носит название «Diamond Dogs», как и в турне Боуи 1974 года.
- Dramarama — концертная запись, 1992 год
- Duran Duran — Thank You (бонус-трек в японской версии альбома, 1995 год)
- Rancid Vat — сингл «Bowiecide»
- Graveyard School — альбом Hero: The Main Man Records Tribute to David Bowie (2007)
- Гилби Кларк — альбом Swag
- Джон Вандерслис перепел весь альбом Diamond Dogs целиком, проект был выпущен в 2015 году под названием John Vanderslice Plays David Bowie’s Diamond Dogs.

## Чарты
| Чарт (1974)                       | Высшая позиция |
| --------------------------------- | -------------- |
| Бельгия/Валлония (Ultratop 50)    | 46             |
| Finland (Suomen virallinen lista) | 7              |
| French Singles Chart              | 26             |
| Ирландия (IRMA)                   | 27             |
| Великобритания (OCC UK Singles)   | 21             |